# レカイ
レカイ（仏: Les Cayes, Aux Cayes, ハイチ語: Okay）は、ハイチ南西部の都市。人口は約5万人（2023年）で、南県の県庁所在地である。

## 概要
名前は沖合に浮かぶグランド・カイやプティト・カイなどからカイの街という意味である。ラヴィヌディシド川（Ravine du Sud, 南部渓谷）の河口の北に位置しハリケーン時には洪水が多い。
ヴァシュ島に渡る船が出ている。アントワーヌ・シモン空港がある。カテドラルや砦の遺跡などポルトープランスからの観光地となっている。守護聖人は被昇天の聖母で8月15日が祝日である。

## 歴史
1503年にスペイン人によりサルバティエラ・デ・ラ・サバナ (Salvatierra de la Sabana) 砦が建設され、1540年に放棄された。
仏領サン＝ドマングとされて後1720年に同地に砦を建設せよとのルイ15世の王命が出され、1726年にド・ラ・ランスの設計で町が建設された。サン＝ドマング時代には砂糖とコーヒー、バナナ、木材の輸出港として栄えた。
ハイチ革命時にはオカイでは多くの人が死んだ。オカイから数kmのカン・ジェラールでは1803年7月ジャン＝ジャック・デサリーヌと南軍第一師団のニコラ・ジェフラール将軍が対面し、協定を結んだ。1814年のクリスマス・イヴにはシモン・ボリバルがキングストンからレカイを訪れ、歓迎と共に武器や部隊などの必要な支援を受けた。ボリバルは1816年4月10日にベネズエラに渡った。その頃レカイからカルタヘナの海域ではフランス系海賊のルイ＝ミシェル・オリが活動していた。
2021年8月14日に発生したハイチ地震では、震源に近かったため多数の住宅が倒壊、死亡者が出る被害が生じた。

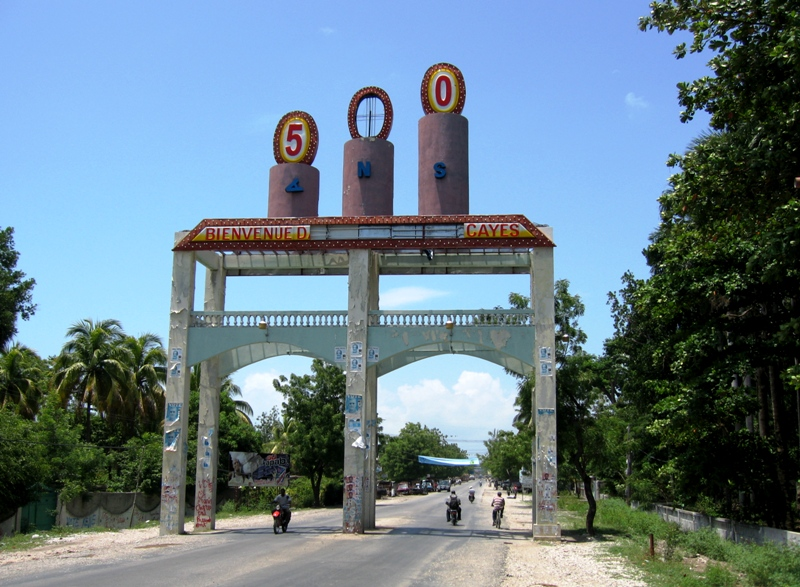
ゲート

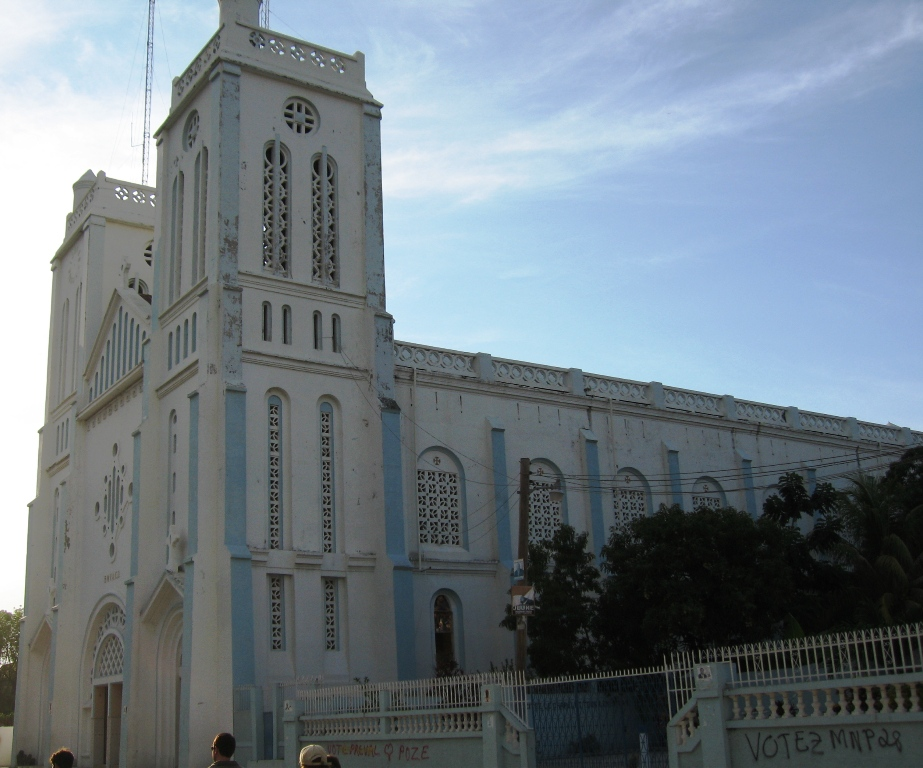
カテドラル

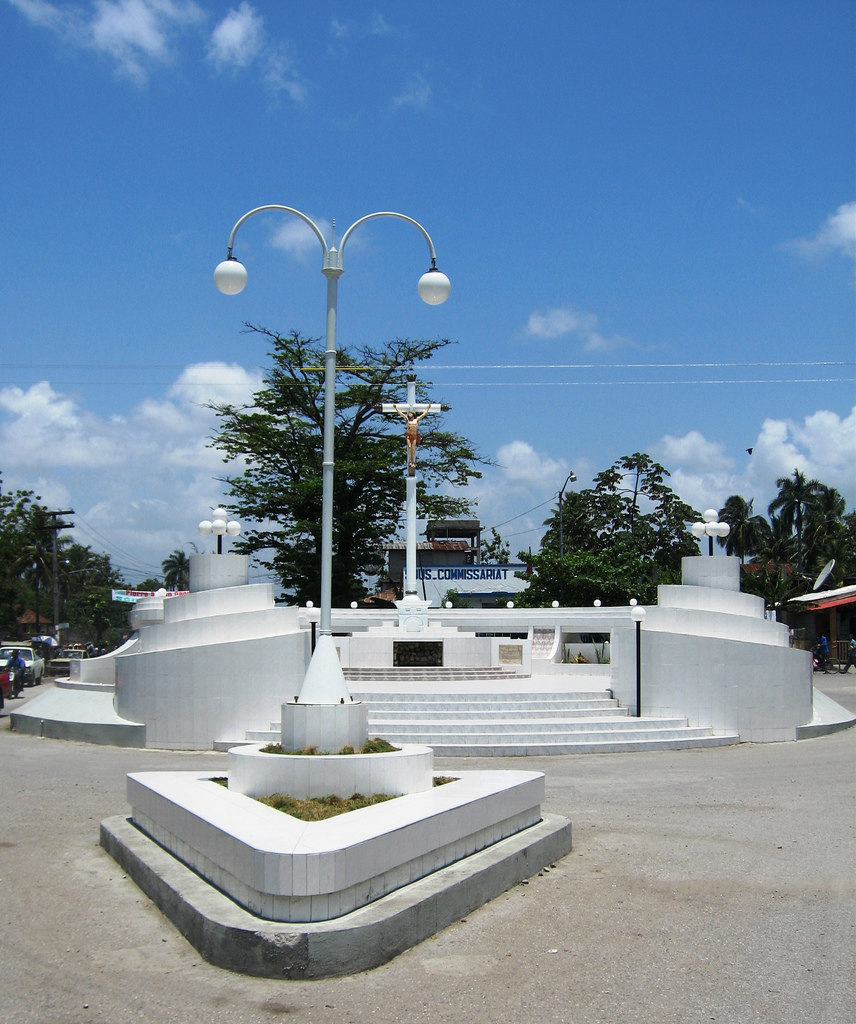
記念碑

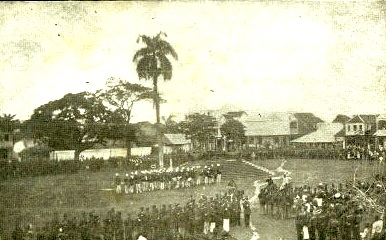
レカイの兵舎での閲兵（1910年）

## 人口動態
1995年の推計人口は45,904人だった。

## 著名な出身者
- 1761年: アンドレ・リゴー - ハイチ革命におけるムラートの指導者
- 1785年: ジョン・ジェームズ・オーデュボン - 画家、鳥類学者
- 1789年: シャルル・リヴィエル＝エラール - 大統領 (1843年 - 1844年)
- ミシェル・ドミニク - 大統領 (1874年 - 1876年)
- 1815年: リシュー・ソロモン - 大統領 (1879年 - 1888年)
- 1832年: ピエール・テオマ・ボワロン＝カナル - 大統領 (1876年 - 1879年)
- 1843年: フランソワ・C・アントワーヌ・シモン - 大統領 (1908年 - 1911年)

## 脚註
1. ↑  “Haiti: administrative units, extended”.   geoHive. 2016年10月5日時点のオリジナルよりアーカイブ。2023年11月14日閲覧。
2. ↑  “Population Hub”. 2023年6月15日閲覧。
3. ↑  L'urbanisme à l'époque moderne: XVIe-XVIIIe siècles
4. ↑  “ハイチ地震、死者1200人超に　行方不明も多数”.   BBC (2021年8月16日). 2021年8月18日閲覧。